# ATP Challenger Cancún
Das ATP Challenger Cancún (offiziell: Abierto Internacional Varonil Casablanca Cancún) war ein Tennisturnier, das von 2008 bis 2010 jährlich in Cancún, Mexiko stattfand. Es gehörte zur ATP Challenger Tour und wurde im Freien auf Sand gespielt. Kein Spieler gewann das Turnier mehrmals; Grega Žemlja stand jedoch zweimal im Finale, wovon er eines gewann.

## Liste der Sieger

### Einzel
| Jahr | Sieger        | Finalgegner    | Ergebnis |
| ---- | ------------- | -------------- | -------- |
| 2010 | Pere Riba     | Carlos Berlocq | 6:4, 6:0 |
| 2009 | Nicolás Massú | Grega Žemlja   | 6:3, 7:5 |
| 2008 | Grega Žemlja  | Martín Alund   | 6:2, 6:1 |

### Doppel
| Jahr | Sieger                            | Finalgegner                    | Ergebnis          |
| ---- | --------------------------------- | ------------------------------ | ----------------- |
| 2010 | Víctor Estrella Santiago González | Rainer Eitzinger César Ramírez | 6:1, 7:63         |
| 2009 | Andre Begemann Leonardo Tavares   | Greg Ouellette Adil Shamasdin  | 6:1, 6:76, [10:8] |
| 2008 | Łukasz Kubot Oliver Marach        | Lee Hsin-han Yang Tsung-hua    | 7:5, 6:3          |